# Flighting
Flighting is een marketingterm voor een reclamestrategie waarbij in periodes afwisselend wel en niet (of in mindere mate) wordt geadverteerd voor een bepaald product. De periode waarin reclame wordt gemaakt heet 'flight' en de periode waarin geen reclame gemaakt heet meestal 'hiatus'.
Het voordeel van flighting ten opzichte van doorlopend adverteren is het besparen van geld en het maximaliseren van impact door op strategische momenten reclame te maken. Adverteerders gebruiken meestal goedkopere media zoals radio en krant gedurende de "hiatus". Op deze manier wordt de reclameboodschap continu geuit en tegelijkertijd geld bespaard. Dit noemt men pulsing.